# Love Wins
«Love Wins» — другий сингл шостого студійного альбому американської кантрі-співачки Керрі Андервуд — «Cry Pretty». В США пісня вийшла 31 серпня 2018. Пісня написана Керрі Андервуд, Бреттом Джеймсом та Девідом Гарсією; зпродюсована Керрі Андервуд та Девідом Гарсією. Музичне відео зрежисоване Шейном Дрейком; прем'єра музичного відео відбулася 10 вересня 2018.

## Список композицій
Цифрове завантаження
1. "Love Wins" – 3:47

## Музичне відео
31 серпня 2018 на офіційному каналі Андервуд на YouTube було викладено лірик-відео. 10 вересня 2018 відбулася прем'єра відеокліпу на Apple Music, а наступного дня відео було викладено на YouTube. Відеокліп зрежисовано Шейном Дрейком, з яким Андервуд раніше працювала над музичними відео для пісні «Dirty Laundry».

## Чарти
| Чарт (2018)                                   | Місце |
| --------------------------------------------- | ----- |
| Canada Country (Billboard)                    | 47    |
| Scotland (Official Charts Company)            | 90    |
| U.S. Billboard Bubbling Under Hot 100 Singles | 10    |
| U.S. Billboard Hot Country Songs              | 26    |
| U.S. Billboard Country Airplay                | 32    |
| U.S. Billboard Digital Songs                  | 1     |

## Продажі
Станом на 25 вересня 2018 продажі пісні по США становили 21,000 копій.